# Stetten (Schwaben)

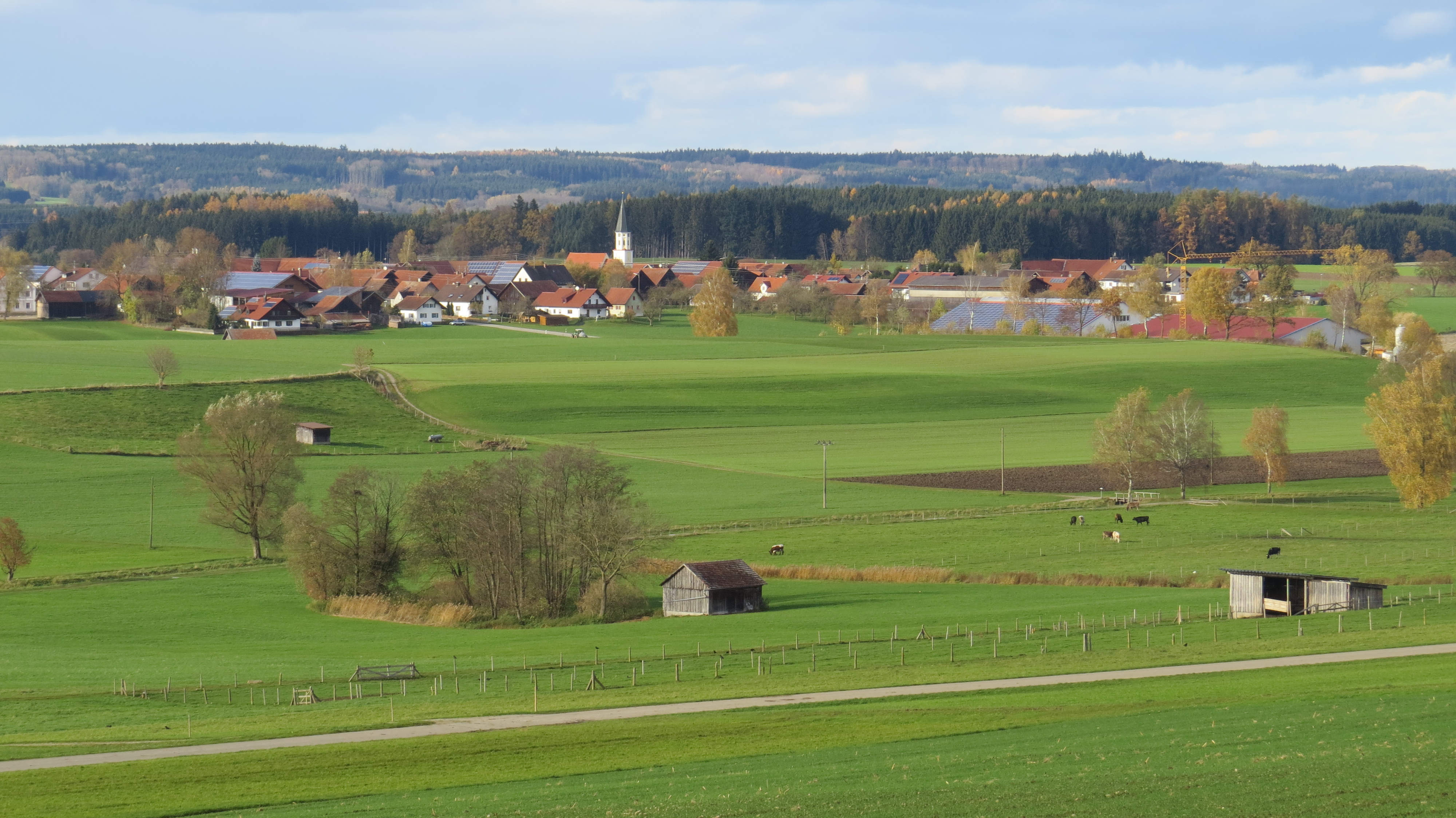
Gemeindeteil Erisried von Südosten

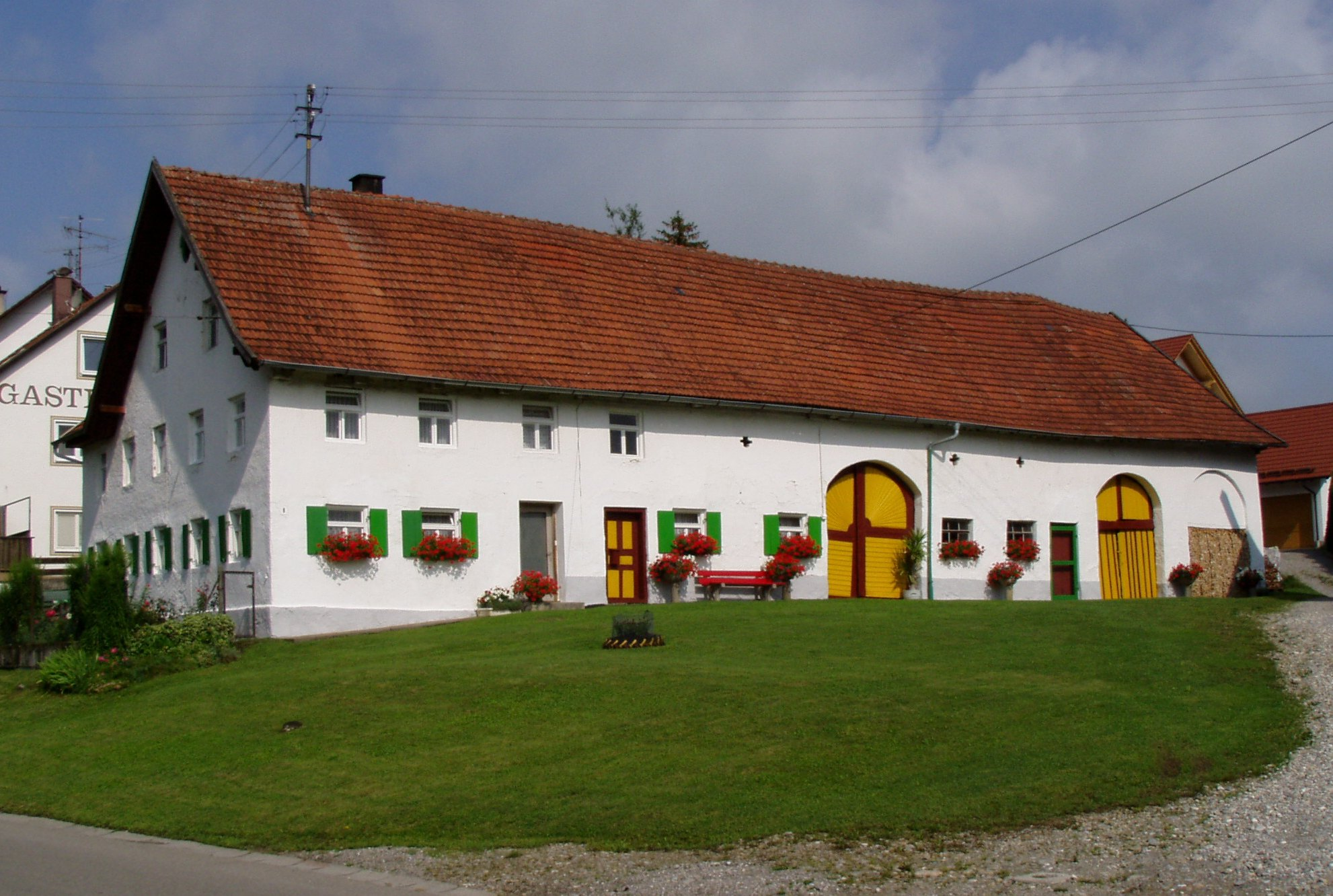
Bauernhof in Stetten

Stetten ([ˈʃtɛtn̩] ) ist eine Gemeinde im schwäbischen Landkreis Unterallgäu. Die Gemeinde ist Mitglied der Verwaltungsgemeinschaft Dirlewang.

## Geografie

### Lage
Stetten liegt ca. 20 Kilometer östlich von Memmingen in der Region Donau-Iller in Mittelschwaben.

### Gemeindegliederung
Das Gemeindegebiet besteht aus den Gemarkungen Stetten und Erisried.
Die Gemeinde hat 5 Gemeindeteile (in Klammern ist der Siedlungstyp angegeben):
- Erisried (Pfarrdorf)
- Gronau (Weiler)
- Stetten (Kirchdorf und Hauptort)
- Walchs (Weiler)
- Wipfel (Dorf)

Abgegangen sind die Siedlungen Cuttiwanc, Glashütte, Weiherhaus und Wolfswanc.

## Geschichte

### Bis zur Gemeindegründung
Stetten war vor 1800 Sitz eines Oberen und Unteren Gerichts und gehörte zur Herrschaft Mindelheim, die im Besitz des Kurfürstentums Bayern war. Im Zuge der Verwaltungsreformen in Bayern entstand mit dem Gemeindeedikt von 1818 die heutige Gemeinde.

### Eingemeindungen
Im Zuge der Gebietsreform in Bayern wurde am 1. Mai 1978 die Gemeinde Erisried eingegliedert.

### Einwohnerentwicklung
| Jahr      | 1961 | 1970 | 1987 | 1991 | 1995 | 2000 | 2005 | 2010 | 2015 | 2016 | 2020 |
| Einwohner | 0883 | 0965 | 1092 | 1169 | 1282 | 1343 | 1374 | 1372 | 1401 | 1501 | 1448 |

Zwischen 1988 und 2018 wuchs die Gemeinde von 1101 auf 1414 um 313 Einwohner bzw. um 28,4 %.

## Politik

### Bürgermeister
Erster Bürgermeister war  Dreher, auf ihn folgten Paul Unglert, Peter Schropp und Jörg Otto. Richard Linzing (CSU/unabhängige Bürger/Dorfgemeinschaft Erisried) war bis zu seinem Tod im April 2019 Bürgermeister. Am 21. Juli 2019 wurde Uwe Gelhardt (parteilos) zu dessen Nachfolger gewählt.

### Gemeinderat
Die Wahl am 15. März 2020 hatte folgendes Ergebnis:
- CSU/Unabhängige Bürger: 8 Sitze (65,3 %)
- Dorfgemeinschaft Erisried: 4 Sitze (34,7 %).

Die Mandatsverteilung zwischen den zwei Wahlvorschlägen ist unverändert gegenüber der Amtszeit 2014 bis 2020.

### Wappen
| | Blasonierung: „In Rot eine eingeschweifte goldene Spitze, darin zwei schwarze Dreiberge; oben rechts zwei schräg gekreuzte silberne Pfeile, oben links ein silbernes Ulrichskreuz.“ |
| Wappenbegründung: Das Gemeindegebiet war historisch immer Teil der Herrschaft Mindelheim. Deshalb wird im Gemeindewappen von Stetten auf die Herren von Frundsberg verwiesen, die seit dem 15. Jahrhundert bis zu ihrem Aussterben im Jahre 1586 Inhaber der Herrschaft waren. Die zwei übereinanderstehenden Dreiberge stellen das Stammwappen der Frundsberg dar. Die beiden Pfeile als Attribut des heiligen Sebastian verweisen auf die Pfarrkirche von Stetten, das Ulrichskreuz steht für den Gemeindeteil Erisried und erinnert an den dortigen Kirchenpatron St. Ulrich. Das Wappen wurde vom Heraldiker Theodor Goerge aus Freising gestaltet und wurde am 15. September 1988 durch die Regierung von Schwaben genehmigt. | |

### Flagge
Die Flagge ist rot-gold-schwarz gestreift mit aufgelegtem Gemeindewappen.

## Wirtschaft und Infrastruktur

### Wirtschaft einschließlich Land- und Forstwirtschaft
Es gab 1998 im produzierenden Gewerbe 199 und im Bereich Handel und Verkehr keine sozialversicherungspflichtig Beschäftigten am Arbeitsort. In sonstigen Wirtschaftsbereichen waren am Arbeitsort 38 Personen sozialversicherungspflichtig beschäftigt. Sozialversicherungspflichtig Beschäftigte am Wohnort gab es insgesamt 460. Im verarbeitenden Gewerbe gab es keine, im Bauhauptgewerbe acht Betriebe. Zudem bestanden im Jahr 1999 36 landwirtschaftliche Betriebe mit einer landwirtschaftlich genutzten Fläche von 750 ha, davon waren 562 ha Dauergrünfläche.

### Verkehr

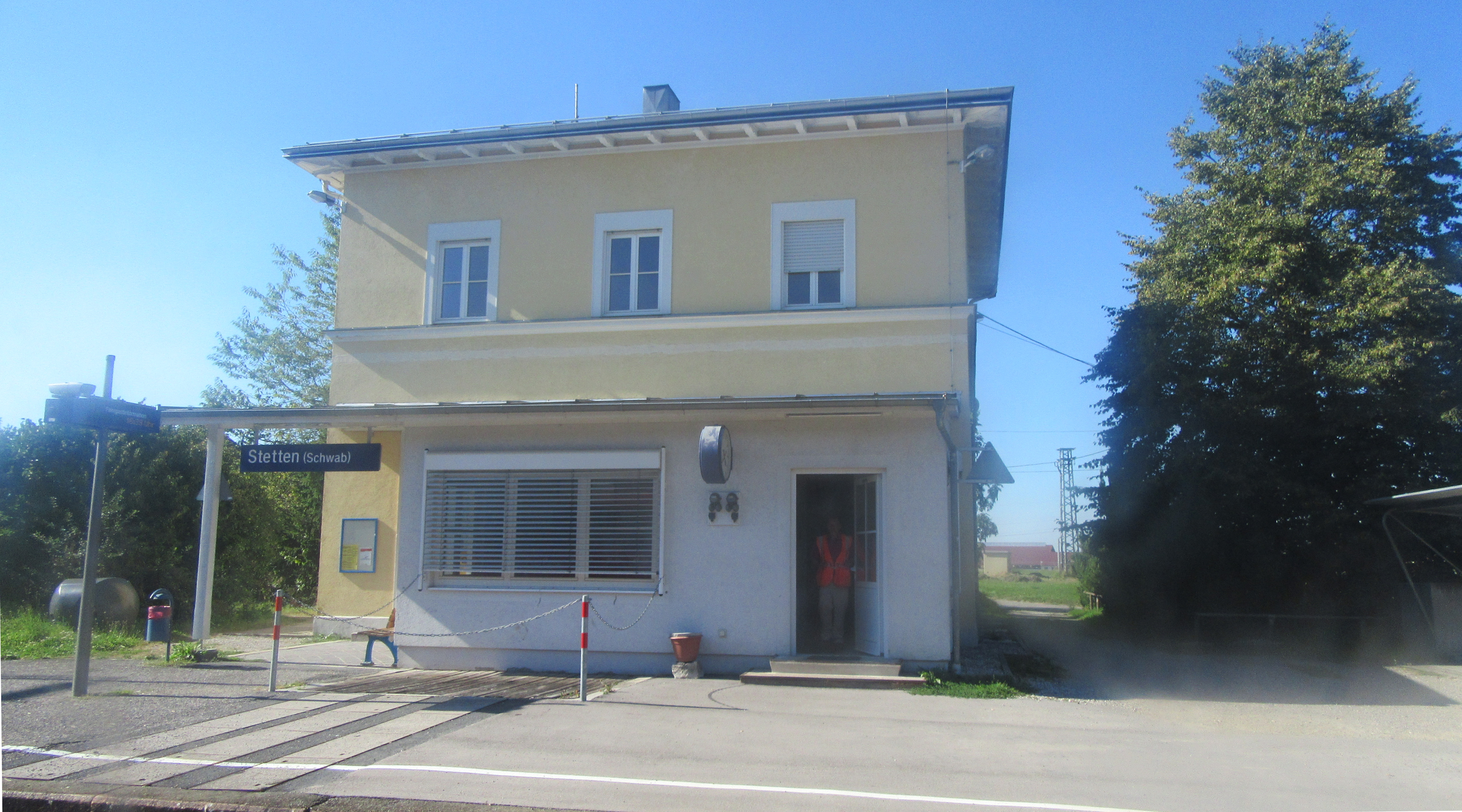
Bahnhof (2016)

Stetten verfügt seit 1875 über einen Bahnhof an der Bahnstrecke Buchloe–Memmingen. Dieser war bis zum 27. Oktober 2017 noch örtlich besetzt und besaß ein Stellwerk der Bauart Einheit aus dem Jahre 1964. Davor besaß der Bahnhof ein Kurbelwerk der Bauart Krauß. Noch bis um die Jahrtausendwende hatte der Bahnhof ein Anschlussgleis zur Güterhalle sowie eine Fahrkartenausgabe.
Über die Autobahnausfahrt Stetten ist der Ort mit der Bundesautobahn 96 verbunden. Darüber hinaus verlaufen unweit des Ortes die Bundesstraße 18 und die Bundesstraße 16.

### Bildung
Im Jahr 2018 gab es zwei Kindertageseinrichtungen mit 67 Plätzen und 51 Kindern.